# Jean Seberg minden rezdülése
A Jean Seberg minden rezdülése (eredeti cím: Seberg) 2019-ben bemutatott amerikai politikai thriller, melyet Jean Seberg életéről Benedict Andrews rendezett, Joe Shrapnel és Anna Waterhouse forgatókönyvéből. A főszerepet Kristen Stewart, Jack O’Connell, Margaret Qualley, Zazie Beetz, Anthony Mackie és Vince Vaughn alakítja.
Világpremierje 2019. augusztus 30-án volt a Velencei Nemzetközi Filmfesztiválon. Az Egyesült Királyságban 2020. január 10-én a Universal Pictures, az Amerikai Egyesült Államokban pedig 2020. február 21-én az Amazon Studios forgalmazásában mutatták be a 2019. december 13-i díjkiosztó után. Magyarországon DVD-n jelent meg szinkronizálva 2021. június közepén.

## Cselekmény
Jean Seberg híres amerikai színésznő, aki Jean-Luc Godard „Kifulladásig” című filmjének női főszerepéről ismert. Nyílt házasságban él férjével, Romain Garyvel, akivel egy gyermeket nevelnek Párizsban. Hollywoodi útra készül, hogy ottani karrierjét népszerűsítse, és szeretetben elbúcsúzik férjétől.
A repülőgép első osztályán szemtanúja, hogy a Fekete Párducok híres aktivistája, Malcolm X unokatestvére jelenetet rendez. A férfi ragaszkodik ahhoz, hogy oda ülhessen, ahová akar, és azt állítja, hogy „királyi családtagként” kellene bánni vele; Seberg vonzódni kezd hozzá; a férfi Hakim Jamalként mutatkozik be.
Az Egyesült Államokba érkezve Seberg észreveszi, hogy a repülőtéren a fekete aktivisták kisebb tüntetésbe kezdenek, hogy jelezzék nemtetszésüket a bánásmód miatt, amelyet Jamal és útitársai kaptak a járaton, azt sugallva, hogy az egész incidenst a nyilvánosság és a légitársaság lejáratása érdekében rendezték meg. Seberg csatlakozik a tüntetőkhöz, és szolidaritásból felemeli az öklét a „fekete erő” tisztelgésével. A nő nem veszi észre, hogy  az FBI beépített emberei a repülőtéren tartózkodnak, és lefényképezik őt az aktivistákkal együtt. A fényképet ezután feldolgozzák, és az FBI úgy dönt, hogy amíg az Egyesült Államokban van, figyelni fogják a tevékenységét, és elintézik, hogy a telefonbeszélgetéseit felvegyék.
Seberg találkozik Jamallal, és elmondja neki, tudja, hogy a repülőn történt incidens előre megrendezett volt, hogy felkeltse a figyelmet. Seberg és Jamal barátsága hamarosan szexuális kapcsolattá alakul, annak ellenére, hogy Jamal nős.
Az FBI COINTELPRO nevű megfigyelési programja Seberget kezdi célba venni, többek között felvételt készítenek róla és Jamalról, amint szexelnek, és megmutatják Jamal feleségének, Dorothynak, aki fizikailag megtámadja Seberget. Jamal elhagyja Seberget, miután szembesül Dorothy-val, Seberg pedig teljesen összetörik.
Az FBI évekig folytatja Seberg megfigyelését és zaklatását, és az ezzel járó rossz sajtó tönkreteszi a karrierjét. 1970-ben a lánya csecsemőkorában meghal, és a COINTELPRO ügynökei azt a pletykát terjesztik, hogy a gyermeket a Fekete Párducok Pártjának egyik tagja nemzette. A lánya halála és az FBI rágalomhadjárata a gyermek apaságáról mély depresszióba taszítja. Végül 1979-ben, karrierje és magánélete romokban hever, majd öngyilkosságot követ el.

## Szereplők
| Szerep          | Színész             | Magyar hang        |
| --------------- | ------------------- | ------------------ |
| Jean Seberg     | Kristen Stewart     | Csuha Borbála      |
| Jack Solomon    | Jack O’Connell      | Szatory Dávid      |
| Hakim Jamal     | Anthony Mackie      | Horváth Illés      |
| Linette Solomon | Margaret Qualley    | Lamboni Anna       |
| Frank Ellroy    | Colm Meaney         | Forgács Gábor      |
| Dorothy Jamal   | Zazie Beetz         | Bogdányi Titanilla |
| Carl Kowalski   | Vince Vaughn        | Lux Ádám           |
| Romain Gary     | Yvan Attal          | Csankó Zoltán      |
| Diego Gary      | Gabriel Sky         |                    |
| Walt Breckman   | Stephen Root        | Törköly Levente    |
| Ray Robertson   | Cornelius Smith Jr. |                    |
| Jenny Kowalski  | Jade Pettyjohn      |                    |
| Louis Lewis     | Ser’Darius Blain    |                    |
| Roy Maddow      | James Jordan        |                    |

## Filmkészítés
2018 márciusában bejelentették, hogy Kristen Stewart, Jack O’Connell, Anthony Mackie, Margaret Qualley és Colm Meaney csatlakozott az akkor még Against All Enemies címet viselő film szereplőgárdájához. Benedict Andrews rendezte a filmet Joe Shrapnel és Anna Waterhouse forgatókönyvéből. Fred Berger, Brian Kavanaugh-Jones, Kate Garwood, Stephen Hopkins, Bradley Pilz az Automatik, illetve a Bradley Pilz Productions cégek készítették a filmet. 2018 áprilisában Zazie Beetz csatlakozott a stábhoz. 2018 májusában Vince Vaughn, Yvan Attal és Stephen Root csatlakozott a szereplők köreihez. 2018 júniusában Cornelius Smith Jr. és Jade Pettyjohn csatlakozott a filmhez. 2018 júliusában Ser’Darius Blain csatlakozott a stábhoz.
A film forgatása 2018 júniusában kezdődött Los Angelesben. A gyártás 2018. augusztus 2-án fejeződött be.

## Megjelenés
Az Amazon Studios 2019 februárjában szerezte meg a Against All Enemies forgalmazási jogait. A filmet átnevezték Seberg címre, és 2019. augusztus 30-án mutatták be a Velencei Nemzetközi Filmfesztiválon. A filmet az Amerikán kívüli területeken a Universal Pictures forgalmazta. A filmet a Torontói Nemzetközi Filmfesztiválon is bemutatták 2019. szeptember 7-én. A filmet az Amerikai Egyesült Államokban 2019. december 13-án mutatták be az Oscar-jelölő válogatáson, majd 2020. február 21-én, Egyesült Királyságban pedig 2020. január 10-én került a mozikba.

## Elismerések
| Díj                                      | Ceremónia ideje    | kategória                               | Átvevő(k)        | Eredmény |
| ---------------------------------------- | ------------------ | --------------------------------------- | ---------------- | -------- |
| Filmújságírónők Szövetsége               | 2020               | A színésznőnek új ügynökre van szüksége | Kristen Stewart  | Jelölve  |
| Camerimage                               | 2019. november 16. | Legjobb rendezői debütálás              | Benedict Andrews | Jelölve  |
| San Sebastián-i Nemzetközi Filmfesztivál | 2020               | Donostia városának közönségdíja         | Benedict Andrews | Jelölve  |

## Fordítás
- Ez a szócikk részben vagy egészben  a   Seberg című angol Wikipédia-szócikk fordításán alapul.  Az eredeti cikk szerkesztőit annak laptörténete sorolja fel. Ez a jelzés csupán a megfogalmazás eredetét és a szerzői jogokat jelzi, nem szolgál a cikkben szereplő információk forrásmegjelöléseként.